# Rashaida
Les Rashaidas sont un peuple habitant en Érythrée, dont ils représentent environ 2,4 % de la population. Ils vivent principalement le long de la côte au nord de l'Érythrée. Ils parlent l'arabe.